# Gol fantasma
En el fútbol, un gol fantasma se define a una anotación dudosa que no ha sido supervisada por el árbitro del partido (en este caso aplica la Regla 10 de la FIFA). Se llama gol fantasma a dos tipos de jugadas:
- Aquella en la que el balón entra en la portería totalmente, pero el árbitro no lo ve y no da validez al gol. Por ejemplo, el anotado por Frank Lampard en los octavos de final del Mundial 2010.
- Aquella en la que el balón no entra en la portería totalmente, pero el árbitro ve que sí lo hace, y da validez al gol. Por ejemplo, el gol dado por válido a Geoff Hurst en la prórroga de la final de la Copa Mundial de Fútbol de 1966.

Actualmente existe una tecnología avanzada (llamada Sistema de detección automática de goles) para saber si un gol fantasma ha entrado o no.
En la actualidad, una de las controversias se caracteriza el desarrollo de la tecnología que verifica casos de anotaciones. Debido a que los casos son casuales, la visibilidad y la calidad disminuyen siendo los casos más polémicos debido al desacuerdo de los equipos.

## Goles fantasma famosos

### Final de la Copa del Mundo de 1966
En 1966 se celebraría en Inglaterra, la octava edición de la Copa Mundial, que enfrentó en la final en Wembley, a la local Inglaterra y Alemania. Una final que es recordaba por el que se considera, el gol fantasma más famoso de la historia.
La selección local llegó a la final después de haber derrotado a Argentina y Portugal. Alemania arrasó con Uruguay y la Unión Soviética. La copa se la llevaba la local hasta que en el minuto 89, el defensor alemán Wolfgang Weber pondría el empate 2 a 2, que llevaría el partido al tiempo suplementario.
Durante la prórroga, el delantero inglés, Geoff Hurst, patearía al arco en el minuto 101, la pelota pegó en el travesaño y rebotó sobre la línea. El delantero festejó, y el árbitro y los asistentes lo dieron como válido. Esto hizo que los alemanes fueran obligados a empatar, pero con otro gol de Hurst en el minuto 120, sentenció el partido 4 a 2, dando a Inglaterra como campeón del mundo.

### Santa Fe vs Deportivo Pereira en 1989
El 30 de abril de 1989 se enfrentaron Santa Fe y Deportivo Pereira por el Campeonato nacional. En el minuto 19, Héctor Sosa disputó con Hebert González un pase largo al área. El arquero Reynel Ruiz salió a achicar y tras un choque entre defensa y atacante el balón tomó camino al arco. González alcanzó a recuperarse y sacó el balón cuando apenas entraba al área chica, a unos 3 metros de la línea de gol.
El árbitro del partido, Manuel Castro, marcó gol, a pesar de que la pelota estaba a 3 metros de la línea. Los jugadores de Pereira protestaron contra el árbitro, algunos aficionados en la tribuna se fueron, e incluso los propios aficionados de Santa Fe gritaban que no fue gol. El partido terminó en empate 1 a 1.

### Inglaterra vs Ucrania en 2012
El 20 de junio de 2012, se disputaba Inglaterra contra Ucrania por la clasificación a la Eurocopa de ese año. Inglaterra iría ganando por un gol, y el ucraniano Marko Dević pateó la pelota al arco, cruzando la línea, haciendo que el defensor inglés John Terry la rechazara dentro del arco, pero no se pitó gol. La prensa ucraniana explotó contra la decisión del árbitro, y el entonces presidente de la FIFA, Joseph Blatter, dijo que era necesario el uso de la tecnología para evitar estos errores, hecho que finalmente pasó.

### Panamá vs Costa Rica en 2017
El 10 de octubre de 2017, se disputaría el encuentro entre Panamá y Costa Rica, por un boleto al Mundial de Rusia 2018. El delantero panameño Gabriel Torres marcaría el primer gol del partido, del cual, la pelota boyó sobre la línea y nunca se metió en el arco, y el árbitro Walter López pitó gol. Panamá ganaría el partido 2 a 1, clasificando por primera vez al Mundial.